# Manuela Vargas
Manuela Hermoso Vargas, bekannt unter ihrem Künstlernamen Manuela Vargas (17. September 1941 in Sevilla; – 12. Oktober 2007 in Madrid) war eine spanische Flamenco-Tänzerin und Choreografin.

## Leben
Wie viele große Flamenco-Tänzerinnen begann auch Manuela Vargas schon in früher Kindheit zu tanzen. Wie in ihrem sozialen Umfeld üblich, hatte sie die ersten Auftritte bei familiären Festen. Sie nahm Unterricht bei Enrique el Cojo. Mit zwölf Jahren hatte sie ihren ersten öffentlichen Auftritt mit einigen Tanguillos und Rumbas im Tablao El Guajiro in Sevilla. 1962 trat sie ein Engagement im madrilenischen Tablao El Duende an.
Ihren künstlerischen Ehrgeiz konnten diese Gaststätten, die zum großen Teil von Touristen besucht wurden, jedoch auf die Dauer nicht befriedigen:

«Soñaba que era tan hermoso expresar a nuestra tierra, que había que actuar en un sitio grande, con la gente sentada, sin vasos, sin charlas, en silencio.»

„Ich träumte, dass es so schön wäre, unserer Heimat Ausdruck zu verleihen, dass ich an einem großen Ort auftreten sollte, mit Leuten, die in Ruhe sitzen, ohne Gläser, ohne Geschwätz.“

So gründete sie ihr eigenes Ensemble. 1963 trat sie mit ihm im Pariser Théâtre des Nations auf. Dort vertrat sie Spanien beim Welttag des Tanzes. Es war der Beginn einer herausragenden internationalen Karriere.
Im nächsten Jahr präsentierte sie im selben Pariser Theater die Show Antología dramática del flamenco mit einer Reihe erstklassiger Künstlerinnen und Künstler. Es tanzten unter anderen Matilde Coral, Enrique el Cojo, Rafael el Negro, El Güito und Bienvenido Maya. Die Show fand eine glanzvolle Aufnahme bei Publikum und Kritik. Im nächsten Jahr, 1965, brachte sie in Madrid Flamenco de Manuela Vargas auf die Bühne, wiederum mit El Güito, der Sängerin La Cañeta, den Sängern Fosforito, José Salazar, El Lebrijano und den Gitarristen El Poeta, Juan Habichuela und Juan Morao. Anschließend tourte sie mit dem Stück durch Spanien und wiederum nach Paris. Ihre Vorstellung im spanischen Pavillon beim internationalen Festival von New York bescherte ihr im selben Jahr den ersten Auftritt in den USA. Die positiven Kritiken zu diesem Auftritt öffneten ihr den Zugang zum amerikanischen Publikum. 1966 trat sie auf dem Broadway auf und wurde in die Ed Sullivan Show eingeladen. Es folgte eine Welttournee, unter anderem mit Auftritten in London und in Buenos Aires. 1968 spielte sie die Hauptrolle in dem Film España otra vez unter der Regie von Jaime Camino.
Es folgte eine Pause von sechs Jahren. Als sie dann ihre Tanzkarriere wieder aufnahm, reiste sie erneut mit ihrem Ensemble von Theater zu Theater. In ihren Vorstellungen traten eine Vielzahl bekannter Künstlerinnen und Künstler auf, darunter El Güito, Mario Maya, Fosforito, Enrique Morente, El Lebrijano, El Chocolate, José Mercé, Ramón de Algeciras sowie Luis, Juan und Pepe Habichuela.
1980 begann sie ihre Zusammenarbeit mit dem Ballet Nacional de España. Sie inszenierte dort ihre Choreografie der Caña und nahm an der Aufführung Retrato de mujer von Rafael Alguilar teil. 1981 tanzte sie im Ballet Nacional an der Seite von Antonio Alonso in Manuel de Fallas Musikdrama El amor brujo. 1982 tanzte sie die Rolle der Gitana Mairena in Coronada y el toro und die Rolle des Todesschattens in dem Fernsehfilm Don Juan Tenorio. 1983 schuf sie drei Choreografien für das Ballet Nacional: Die Petenera, die Seguiriya und den Mirabrás.
1984 schuf sie gemeinsam mit José Granero ein Schlüsselwerk in der Geschichte des Flamenco: Medea nach der gleichnamigen Tragödie von Euripides. Mit den Mitteln des Flamenco, seinen Bewegungen und Gesten, verlieh sie dem griechischen Drama den Ernst und die Tiefe, die es erforderte, schrieb der Kritiker José Luis Navarro García. 1985 trat sie gemeinsam mit Lindsay Kemp in einer Fernsehfassung von William Shakespeares Sommernachtstraum auf.
1986 beendete sie ihre Arbeit für das Ballet Nacional und stellte wieder ihr eigenes Ensemble zusammen. Mit ihm brachte sie in Cannes zwei Choreografien von José Granero auf die Bühne, La petenara und El sur. In letzterem tanzte sie Soleares, Alegrías, den Mirabrás, die Farruca, die Serrana, die Seguiriya und zum Abschluss einige frei improvisierte Bulerías. 1987 wandte sie sich erneut einem Drama von Euripides zu: In Las bacantes nach Die Bakchen interpretierte sie die Rolle der Agave, der Mutter des Königs von Theben. Mit Fedra komplettierte sie 1990 ihre Euripides-Trilogie. Die Musik dazu schuf Enrique Morente und die Choreografie Manolo Marín. Erneut tanzte sie in diesem Werk eine Reihe von klassischen Palos des Flamenco. In darstellerischer Hinsicht stellte das Stück neue Anforderungen an Manuela Vargas: Medea und Agave waren starke Persönlichkeiten, Phaidra (spanisch Fedra) hingegen war von Debilität umnachtet.
In den 1990er Jahren wurden ihre Auftritte seltener. 1994 tanzte sie in Cachorro unter der Regie von Salvador Távora zur Choreografie von José Antonio Ruiz. 1995 spielte sie die Rolle der Blanca in Pedro Almodóvars Film La flor de mi secreto. 1999 tanzte sie die Medea in der Gala zum 20. Jahrestag des Ballet Nacional. Im März 2003 nahm sie in Sevilla an einer Hommage zu Ehren der Sängerin Fernanda de Utrera teil.
In ihren letzten Lebensjahren litt Manuela Vargas an einer Krebserkrankung. Sie starb am 12. Oktober 2007 in ihrer Wohnung in Madrid an einem häuslichen Unfall.

## Auszeichnungen
- 1963 Premio Nacional de danza.[14]
- 1969 Premio Nacional de la Cátedra de Flamencología.[7]
- 1970 Premio Nacional de Teatro.[7]
- 2000 Hommage zu ihren Ehren beim Día Internacional de la Danza in Madrid[15]
- 2006 Medalla de Oro al Mérito en las Bellas Artes.[17][15]

Darüber hinaus war Manuela Vargas Trägerin des italienischen Kulturpreises Sagittario d’Oro.

## Rezeption
Neben ihren tänzerischen Fähigkeiten beeindruckte Manuela Vargas durch ihre darstellerische außergewöhnliche darstellerische Ausdruckskraft. Mit ihrer Euripides-Trilogie habe sie den Flamenco um eine neue, persönlich geprägte Interpretationsform bereichert, schrieb José Luis Navarro García über sie.

«Manuela Vargas vive intensamente cada instante de su baile y lo goza con fruición. Se mete en el personaje que ha de interpretar o siente con tal jondura los sentimientos que quiere expresar que le da a su danza un auténtico sentido trágico y llega a un verdadero trance estético. Es el suyo además un baile intuitivo y introvertido, al tiempo que elegante, solemne y hierático.»

„Manuela Vargas lebt jeden Moment ihres Tanzes intensiv und genießt ihn leidenschaftlich. Sie verwandelt sich in die Person, die sie darstellen soll, und verleiht den Gefühlen, die sie ausdrücken will, eine solche Tiefe, dass es ihrem Tanz einen authentischen tragischen Sinn verleiht und zu einer wahren ästhetischen Trance führt. Darüber hinaus ist ihr ein intuitiver und introvertierter Tanz zu eigen, dabei elegant, feierlich und zeremoniell.“

Ihre Freundin und Kollegin Matilde Coral sagte über sie:

«Tenía un estilo muy particular, tan particular que no se parecía a nadie; bailaba como Dios le daba a entender»

„Sie hatte einen ganz besonderen Stil, so besonders, dass sie keiner anderen glich; sie tanzte, wie Gott es ihr gegeben hatte.“